# 名取市民球場
名取市民球場 （なとりしみんきゅうじょう）は、宮城県名取市十三塚公園内にある野球場。名取市が管理、運用している。また2003年までと2012年に全国高等学校野球選手権宮城大会に使用される。

## 施設概要
- 両翼：93m、中堅：120m
- 内野：クレー舗装、外野：天然芝
- スコアボード：チーム名・スコア：磁気反転式、ボールカウント：電球式、選手名：パネル式（視認性は非常に高い）
- 収容人数：バックネット裏スタンド：約1000人収容
- ブルペン：バックネット裏スタンドと内野芝生席の間に2人分設置。
- スタンド ：バックネット、ダッグアウト上に設置。椅子は長椅子、色は青と赤。その他は芝生席。
- フェンス：仙南地方では、柴田球場、蔵王球場、愛島球場、岩沼海浜緑地野球場などとともにラバーフェンスが設置されている。

### その他
内野の外野方向、外野はゲートなどなく試合がない日でも自由に入れる。ここで高校野球があまり開催されないのはここに観客が来ると入場料が徴収できないからである。ライト側には土手があり、そこだけでバックネット裏スタンドの収容人数を超すのでないかと思われるほど広い土手である。

## 交通
- JR名取駅から徒歩30分